# Ernst Andersson

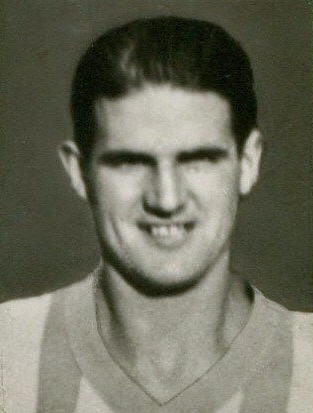
Ernst Andersson

Ernst Andersson (* 26. März 1909; † 9. Oktober 1989) war ein schwedischer Fußballnationalspieler in der Position des Mittelfeldspielers sowie Fußballtrainer.

## Karriere
Andersson spielte bei IFK Göteborg in der Allsvenskan. Außerdem wurde der Mittelfeldspieler 29 Mal in die schwedischen Nationalelf berufen. Bei der Weltmeisterschaft 1934 stand er im Kader und kam zu zwei Einsätzen.